# Písková Lhota, Mladá Boleslav
Písková Lhota là một làng thuộc huyện Mladá Boleslav, vùng Středočeský, Cộng hòa Séc.